# XL Festival Internacional de la Canción de Viña del Mar
El XL Festival Internacional de la Canción de Viña del Mar, o simplemente Viña '99, se realizó del 10 al 15 de febrero de 1999 en el Anfiteatro de la Quinta Vergara, en Viña del Mar, Chile. Fue el último festival transmitido por Megavisión y animado por Antonio Vodanovic y también por Alicia Machado, María José Prieto, Carla Pérez, Jimena Cyrulnik, Ana María Trujillo, y Karina Calmet.

## Desarrollo

### Día 1 (miércoles 10)
- Enrique Iglesias
- Emma Shapplin
- Los Indolatinos (humor)
- El Símbolo

### Día 2 (jueves 11)
- Ricardo Arjona G
- Sandy (humor)
- Ricardo Montaner
- Glup

### Día 3 (viernes 12)
- Creedence Clearwater Revisited
- Dino Gordillo (humor)
- Só Pra Contrariar

### Día 4 (sábado 13)
- Charlie Zaa
- Annalisa Minetti
- Stan y Lasky (humor)
- Florcita Motuda
- Chichi Peralta

### Día 5 (domingo 14)
- Rosana
- Álvaro Scaramelli
- Carlos Ponce
- Melón y Melame (humor)
- Sandy & Papo

### Día 6 (lunes 15)
- Alberto Plaza
- Keko Yunge
- Ricardo Arjona

## Curiosidades
- El mexicano Juan Gabriel iba a ser el artista de cierre del Festival. Sin embargo, problemas de último minuto entre él y la organización impidieron que éste se presentara. Su lugar fue ocupado por Ricardo Arjona, quien ya se había presentado días atrás. Arjona finalmente recibió la Gaviota de Oro que iba dirigida originalmente a Juan Gabriel.
- Fue la última versión del festival en ser transmitida por Megavisión, acompañada de Televisa. Más tarde sería transmitida por Canal 13. En febrero del 2025 y después de 26 años, volvió a ser transmitida por Mega.

## Jurado Internacional
- Ricardo Montaner (presidente del jurado)
- Álvaro Scaramelli
- Alicia Machado
- José Miguel Viñuela
- Ana María Trujillo
- Renato Munster
- Annalisa Minetti
- Andrés Márquez
- Carlos Ponce
- Florcita Motuda

## Jurado Folclórico
- Vicente Bianchi (presidente del jurado)
- Ricardo Sepúlveda
- Paz Undurraga
- Ronnie Medel
- Mariela González
- Alfredo Lamadrid

## Competencias
Internacional:
- 1.er lugar:  Colombia, El aguacero, compuesta por Alejandro Gomez-Caceres e interpretada por Carolina Sabino.[1]
- Mejor intérpete: Carolina Sabino,  Colombia.

Folclórica:
- 1.er lugar: Cueca pulenta, de Víctor Hugo Campusano, interpretada por el grupo Altamar.
- Mejor intérpete:Víctor Hugo Campusano.

## Transmisión internacional
- Brasil: SBT[2]
- Colombia: Canal A
- Argentina: Telefe
- Perú: América Televisión
- México: Canal de las Estrellas
- Venezuela: Venevisión
- Estados Unidos: Univision
- Puerto Rico: WAPA-TV